# نيل بيل (سياسي)
نيل بيل (بالإنجليزية: Neil Bell)‏ هو سياسي أسترالي، ولد في 5 أكتوبر 1947. انتخب عضو الجمعية التشريعية للإقليم الشمالي ‏.